# Асоціація аматорського футболу України
Асоціація аматорського футболу України (ААФУ) — спортивна організація, заснована 2 березня 1998 року.
Згідно з угодою між ААФУ та Федерацією футболу України Асоціації передані права на проведення чемпіонату та розіграшу Кубка України з футболу серед аматорських команд.
Спільно з ФФУ Асоціація з 1998 року проводить масові Всеукраїнські змагання з футболу на призи клубу „Шкіряний м’яч“ у трьох вікових групах – серед 11, 12 і 13-річних юних футболістів.
Головним органом управління ААФУ є Конференція. Конференція проводиться один раз на чотири роки. Делегати Конференції заслуховують звіт про роботу за звітний період і обирають на новий термін президента, віце-президентів, затверджують склади виконавчого комітету, ревізійної та контрольно-дисциплінарної комісії ААФУ.

## Емблема
Емблема являє собою зображення футбольних воріт у вигляді двох літер "А", перша із яких означає "Асоціація", а друга – "Аматорського". В середині футбольних воріт, що утворюються із літер "А" зображений футбольний м’яч. Контури, що обведені навколо м’яча, та складові частини літер "А" – утворюють літеру "Ф", що означає "Футболу".

## Керівництво
- Президент:
  - Шпиг Федір Іванович, народний депутат України III, IV, V скликань.
- Віце-президенти:
  - Біба Андрій Андрійович, колишній футболіст та тренер.
  - Клим Тарас Петрович
- Перший віце-президент:
  - Каденко Олександр Валентинович